# 李在明 (独立運動家)
李 在明（イ・ジェミョン、이재명、1887年10月16日 - 1910年9月30日）は、大韓帝国期にテロ活動を計画・実行した朝鮮独立運動の活動家である。幼名は李秀吉、本貫は鎮安李氏。李完用暗殺未遂事件の実行犯として知られる。

## 生涯
平安北道宣川郡出身で、幼少時に平壌へ移住。キリスト教系私立学校の日新学校を卒業した後に、プロテスタント教徒となった。
1904年にアメリカのハワイ準州へ労働者として移民したが、第二次日韓協約（1905年）及び第三次日韓協約（1907年）締結の報を聞くと、1907年に日本経由で帰国した。帰国後は、協約締結に携わった伊藤博文及び李完用・宋秉畯・李容九等親日派の暗殺を計画し、1909年1月には平壌を巡行中の伊藤を暗殺するために仲間数人と平壌駅付近で待機したが、安昌浩の引き止めにより断念した。

## 李完用暗殺未遂事件
1909年12月7日、平安南道平壌郡（現：平壌）にあった朴泰殷邸にて内閣総理大臣の地位にあった李完用の殺害を金貞益、李慶三、金泰善、李東秀らと謀議。翌8日、平壌郡陵徳府にある内縁の妻の実家に再集結し、李本人と李東秀と金丙録の3人を暗殺決行者とし、その他の者は各自役目を申し合わせた。
12月17日、李から旅費の支給を受けた李東秀らが漢城に入る。李は同日に崩御したベルギー国王レオポルド2世の追悼式に李完用が参列する情報を掴み、12月22日を暗殺決行日と決めた。22日、漢城府の鍾峴天主教会堂（現：明洞聖堂）での追悼式の後、人力車に乗って帰る李完用を、焼き栗売りに変装した李が襲い、剣で肺や腰に重傷を負わせる。この時、人力車夫のパク・ウォンムンが巻き添えを食い即死した。李は護衛警察の発砲により太股を負傷したのち逮捕された。李完用は大韓医院（現：ソウル大学校病院）に搬送され、院長菊池常三郎による外科手術で一命をとりとめた。なお、李は公判でパクの殺害は偶然であったことを強調した。
1910年、死刑宣告を受け、韓国併合後の翌月である9月30日に京城監獄（現：西大門刑務所）で刑が執行された。22歳没。当事件では、李東洙、趙昌鎬、金貞益など11人の共犯者も投獄された。

## 死後
大韓民国が独立すると、1962年に韓国政府から建国勲章大統領章を受勲、2001年12月には大韓民国国家報勲処によって今月の独立運動家に選定された。また、明洞聖堂入口には暗殺未遂事件の記念碑が建立されている。
パク・サンウの長編小説「刀」は李在明と李完用襲撃事件を題材としている。

## 参考サイト
- 大韓民国国家報勲処 今月の独立運動家 2001年12月
- . ISBN 89-950404-1-6